# Spurius Furius Medullinus Fusus (Konsul 481 v. Chr.)
Spurius Furius Medullinus Fusus war gemäß der Überlieferung römischer Konsul im Jahre 481 v. Chr. zusammen mit Kaeso Fabius Vibulanus. Spurius Furius wird in der Überlieferung von Titus Livius ohne Cognomen erwähnt. Dionysios von Halikarnassos und Diodor nennen als Cognomen „Medullinus“. In den Fasti Capitolini ist als Cognomen (...[Medulli]n. Fusus) überliefert.
Im Jahr seines Konsulats soll Spurius Furius einen – laut Livius nicht nennenswerten – Feldzug gegen die Aequer unternommen haben. Bei Dionysios ist dieser Feldzug ebenfalls dargestellt, er berichtet ferner von einem weiteren Feldzug gegen die Äquer im Jahre 478 v. Chr. Der Letztere Feldzug ist als unhistorisch anzusehen.